# 砂時計 (アルバム)
『砂時計』（すなどけい）は、宇徳敬子の1作目のオリジナル・アルバム。1994年10月10日にZAIN RECORDSから発売された。

## 内容・制作
ソロ活動後初のアルバム。当初はタイトルを『蒼い時刻』としてリリースする予定であった。
B.B.クィーンズおよびMi-Ke在籍時の既発楽曲で、ドラマ『ホテルウーマン』の挿入歌として使用された初めてのソロ作品「きれいだと言ってくれた」、B.B.クィーンズのメンバー・近藤房之助との「Good-by morning」のそれぞれ新録音でのソロ・ヴァージョンほか、既発シングル曲「あなたの夢の中 そっと忍び込みたい」「まぶしい人」「愛さずにはいられない」「どこまでもずっと」を含む全10曲を収録。アルバム全体を通して、宇徳自身が作詞・作曲を5曲、作詞のみを3曲手掛けている。
宇徳は初のソロアルバムとなる本作の制作にあたり、これまでのプロジェクト企画のような攻めのイメージではなく、ナチュラルに在るがままの自分を映し出し、尚且つ人肌の温もりを感じるようなピースフルな作品にしたいという思いがあったという。曲作りに関しては、制作サイドから「ピアノを弾けるんだから自作曲でいきませんか」と背中を押されてスタートしたと話している。アルバム制作に関して後日宇徳は、まずシンガーソングライターという立場に立って、自分の作った曲が形になるのかなというプレッシャーの方が強かったといい、「こうしたら売れる、こういう曲がウケるという作為的なことが先行するのではなくて、自分の内から溢れてくる言葉やメロディーをキャッチする、そんな作り手の思いが自然と形になったタペストリーにしたかったので、ヒットするとかしないとかはあまり気にしてなかったように思います。」と振り返っている。

### セルフカバー
収録曲のうち、「きれいだと言ってくれた」「愛さずにはいられない」のほか、「Good-by morning」は中西圭三とのデュエットナンバーとして再レコーディングされ、2024年8月8日発売のアルバム『スローライフをあなたと 〜Alone Together〜』に収録された。

## チャート成績
初動16万枚を売り上げ、オリコンチャートにおいて初登場1位を記録した。最終的な総売上げ枚数は50万枚を突破し、宇徳の作品で最もヒットした作品となった。
シングル、アルバムを通じて唯一となるオリコン首位獲得作品である。

## 収録曲

### CD
| 全作詞: 宇徳敬子（M-2、M-9を除く。M-2: 川島だりあ、M-9: 庄野真代）。 |                                       |                                                              |            |            |      |
| #                                                                    | タイトル                              | 作詞                                                         | 作曲       | 編曲       | 時間 |
| 1.                                                                   | 「夏の日の恋」                        | 宇徳敬子（M-2、M-9を除く。M-2: 川島だりあ 、M-9: 庄野真代 ） | 宇徳敬子   | 池田大輔   | 3:24 |
| 2.                                                                   | 「きれいだと言ってくれた」            | 宇徳敬子（M-2、M-9を除く。M-2: 川島だりあ 、M-9: 庄野真代 ） | 川島だりあ | 池田大輔   | 5:12 |
| 3.                                                                   | 「まぶしい人」                        | 宇徳敬子（M-2、M-9を除く。M-2: 川島だりあ 、M-9: 庄野真代 ） | 栗林誠一郎 | 葉山たけし | 4:48 |
| 4.                                                                   | 「どこまでもずっと」                  | 宇徳敬子（M-2、M-9を除く。M-2: 川島だりあ 、M-9: 庄野真代 ） | 宇徳敬子   | 明石昌夫   | 4:24 |
| 5.                                                                   | 「蒼い時刻（とき）」                  | 宇徳敬子（M-2、M-9を除く。M-2: 川島だりあ 、M-9: 庄野真代 ） | 宇徳敬子   | 池田大輔   | 4:59 |
| 6.                                                                   | 「愛さずにはいられない」              | 宇徳敬子（M-2、M-9を除く。M-2: 川島だりあ 、M-9: 庄野真代 ） | 多々納好夫 | 池田大輔   | 4:30 |
| 7.                                                                   | 「FARAWAY」                           | 宇徳敬子（M-2、M-9を除く。M-2: 川島だりあ 、M-9: 庄野真代 ） | 宇徳敬子   | 明石昌夫   | 5:45 |
| 8.                                                                   | 「坂道」                              | 宇徳敬子（M-2、M-9を除く。M-2: 川島だりあ 、M-9: 庄野真代 ） | 宇徳敬子   | 池田大輔   | 4:58 |
| 9.                                                                   | 「Good-by morning」                   | 宇徳敬子（M-2、M-9を除く。M-2: 川島だりあ 、M-9: 庄野真代 ） | 中島薫     | DN         | 4:56 |
| 10.                                                                  | 「あなたの夢の中 そっと忍び込みたい」 | 宇徳敬子（M-2、M-9を除く。M-2: 川島だりあ 、M-9: 庄野真代 ） | 織田哲郎   | 葉山たけし | 4:51 |
| 合計時間:                                                            | 合計時間:                             | 合計時間:                                                    | 合計時間:  | 47:47      |      |

### 曲解説
1. 夏の日の恋
1stシングル「あなたの夢の中 そっと忍び込みたい」のカップリング曲。
2. きれいだと言ってくれた
関西テレビ系ドラマ「ホテルウーマン」挿入歌。
アルバム発売時に、宇徳がシンセサイザーを弾きながら歌うミュージック・ビデオが制作され、全曲紹介映像として使用された。ニューバージョンでの収録。「ホテルウーマン オリジナルサウンドトラック」に収録されているものとはボーカル、アレンジが異なる。
3. まぶしい人
2ndシングル表題曲。JR東海 ″プラスワンキャンペーン″ CMソング。
アルバム発売時、宇徳がレコーディング・スタジオで曲を歌う、新たなミュージック・ビデオが制作された。
4. どこまでもずっと
4thシングル表題曲。TBS系「COUNT DOWN TV」1994年7月～8月オープニングテーマ。
5. 蒼い時刻（とき）
複数ミュージック・ビデオが制作されており、宇徳が椅子に座って歌っているもの、紺色のバックで赤いタートルネックのセーターを着て歌っているものなどがある。
6. 愛さずにはいられない
3rdシングル表題曲。TBS系 ″'94世界フィギュアスケート選手権大会″ テーマ曲。
7. FARAWAY
8. 坂道
9. Good-by morning
関西テレビ制作・フジテレビ系ドラマ「ウーマンドリーム」挿入歌。ソロ・バージョンでの新録音。アルバム発売時、新たに宇徳のみ歌うミュージック・ビデオが制作された。
10. あなたの夢の中 そっと忍び込みたい
1stシングル表題曲。NTT DoCoMo ″ポケットベル″ CMソング。

## 参加ミュージシャン
- 渡嘉敷祐一 - ドラム
- 明石昌夫 - ベース
- 岡沢章 - ベース
- 岡沢茂 - ベース
- 渡辺直樹 - ベース
- 吉川忠英 - アコースティックギター
- 増崎孝司 from DIMENSION - エレクトリックギター
- 葉山たけし - エレクトリックギター
- 中島正雄 - エレクトリックギター
- 鈴木英俊 - エレクトリックギター
- 富樫春生 - ピアノ
- 中西康晴 - ピアノ
- 難波弘之 - ピアノ
- 勝田かず樹 from DIMENSION - サックス
- 古村敏比古 - サックス
- 槇智子 - コーラングレ
- 栗林誠一郎 from ZYYG - コーラス
- 宇徳敬子 - コーラス